# Lambdina
Lambdina là một chi bướm đêm thuộc họ Geometridae.

## Các loài
Listed alphabetically.
- Lambdina athasaria (Walker, 1860) - Spring Hemlock Looper
- Lambdina canitiaria Rupert, 1944
- Lambdina fervidaria (Hübner, 1827) - Curve-lined Looper hoặc Spring Hemlock Looper
- Lambdina fiscellaria (Guenée, 1857) - Mournful Thorn hoặc Hemlock Looper
- Lambdina flavilinearia (Barnes & McDunnough, 1913)
- Lambdina laeta (Hulst, 1900)
- Lambdina pellucidaria (Grote & Robinson, 1867) - Pitch Pine Looper, Eastern Pine Looper hoặc Yellow-headed Looper
- Lambdina phantoma (Barnes & McDunnough, 1916)
- Lambdina pultaria (Guenée, 1857)
- Lambdina vitraria (Grote, 1883)